# Ogrodzenie ratusza w Słupsku
Ogrodzenie ratusza miejskiego w Słupsku zostało wzniesione i oddane do użytku razem z budynkiem ratusza 4 lipca 1901 r.
Ogrodzenie powstało na podstawie projektu berlińskiego architekta prof. Karla Zaara i inżyniera Rudolfa Vahla, z inicjatywy burmistrza Hansa Matthesa. Ogrodzenie zostało wpisane na listę zabytków chronionych prawem. W 2010 roku został przeprowadzony częściowy remont.